# Товстий Луг
Товстий Луг (рос. Толстый Луг) — село в Суджанському районі Курської області Російської Федерації.
Населення становить 132 особи. Входить до складу муніципального утворення Новоіванівська сільрада.

## Географія
Знаходиться на правому березі річки Снагість.

## Історія
Населений пункт розташований на території українського етнічного та культурного краю Східна Слобожанщина.
Від 2004 року входить до складу муніципального утворення Новоіванівська сільрада.

## Населення
| 2002 | 2010 |
| ---- | ---- |
| 195  | ↘132 |